# Souad
Souad (en árabe, سعاد; romanizado: Suʾād) es una película dramática egipcia de 2020 dirigida por Ayten Amin. Fue seleccionado para ser mostrado en el Festival de Cine de Cannes de 2020. Fue seleccionada como la entrada egipcia a la Mejor Película Internacional en los 94.ª edición de los Premios Óscar.

## Sinopsis
En Zagazig, una adolescente experimenta un conflicto entre su uso de las redes sociales y las limitaciones de la religión tradicional.